# پل مک‌کارتنی
سِر جیمز پُل مک‌کارتنی (انگلیسی: Sir James Paul McCartney؛ زادهٔ ۱۸ ژوئن ۱۹۴۲) خواننده و ترانه‌سرای انگلیسی است که به‌عنوان عضوی از گروه بیتلز به شهرت جهانی رسید. در ابتدا، آوازه‌خوانی و نوازندگی گیتار بیس در بیتلز، که او یکی از اعضای اصلی آن بود، موجب شهرتش شد و به همراه جان لنون، به یکی از تأثیرگذارترین و موفق‌ترین همکاری‌ها در دنیای آهنگسازی شکل بخشید. تعدادی از محبوب‌ترین ترانه‌های دههٔ شصت میلادی و دنیای موسیقی «راک اند رول» همچون: «دیروز» (۱۹۶۵)، «الِنور ریگبی» (۱۹۶۶)، «پنی لِین» (۱۹۶۷)، «هی جود» (۱۹۶۸)، «برگرد» (۱۹۶۹)، «بگذار باشد» (۱۹۷۰)، حاصل این هارمونی است. پس از ترک گروه «بیتلز»، مک‌کارتنی با انتشار اولین آلبوم انفرادی و پرفروشش در سال ۱۹۷۰ و سپس تشکیل گروه موسیقی «وینگز» (Wings)، به همراه همسر خویش «لیندا ایستمن» و ترانه‌سرایی به‌نام «دِنی لین»، در ۱۹۷۱ فعالیت شخصی موفقی را آغاز نمود.
در کتاب رکوردهای جهانی گینس، از مک‌کارتنی به خاطر دریافت شصت لوح طلایی و فروش صد میلیون نسخه از تک‌آهنگهایش، با عنوان موفق‌ترین موسیقیدان و ترانه‌سرای موسیقی، نام برده شده‌است. ترانه «دیروز» که از ساخته‌های او برای گروه «بیتلز» است، بیش از هفت میلیون بار در رادیو و تلویزیون ایالات متحده، پخش شده و بیش از هر ترانه دیگری، نسخه‌ای از آن توسط خوانندگان و نوازندگان دیگر، ارائه گشته‌است.
گذشته از فعالیت در دنیای موسیقی، مک‌کارتنی همچنین یک نقاش، هنرپیشه و حامی حقوق حیوانات، گیاه‌خواری و آموزش موسیقی است. به سال ۱۹۹۶، وی به پاس یک عمر فعالیت در موسیقی، موفق به دریافت لقب شوالیه شد.

## کوآری‌مِن
دوران عضویت در گروه کوآریمن به زمانی برمیگردد که پل با جان لنون دیدار کرد(۱۹۵۸)
در آن زمان جان عضو گروه کوآریمن بود که بعدها به بیتلز تغییر پیدا می‌کند. در سال ۱۹۵۸ جان و پل به فکر ایجاد یک گروه راک می‌افتد که به بیتلز تغییر می‌کند.

## بیتلز

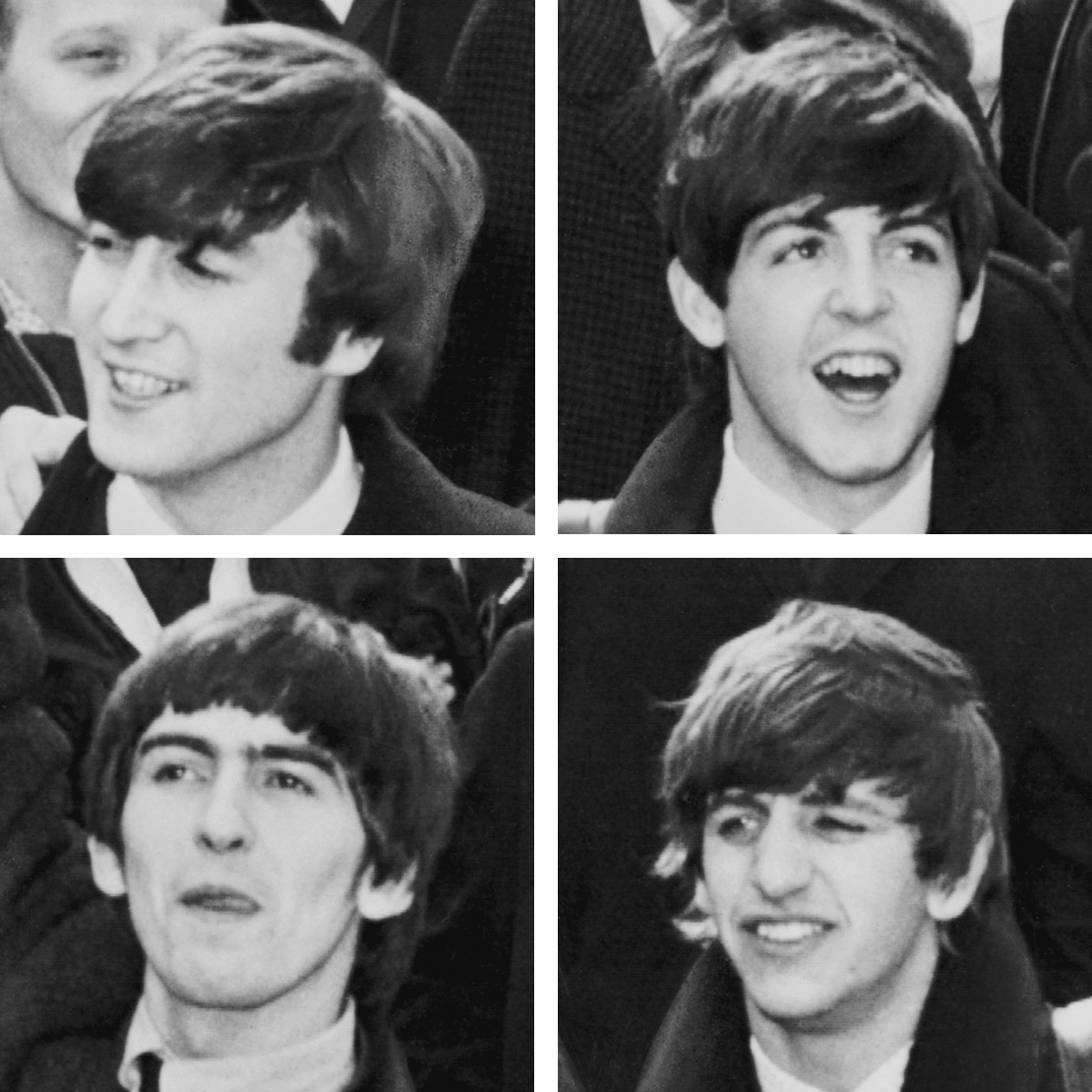
عکسی از بیتلز هنگام ورود به شهر نیویورک در سال ۱۹۶۴.
بالا: از راست پل مک کارتنی، جان لنون
پایین: از راست رینگو استار، جورج هریسون

بیتلز در سال ۱۹۶۰ پا به عرصه موسیقی گذاشت. در آن موقع جان لنون و جرج هریسون نیز به گروه پیوسته بود. پل با انتشار تک‌آهنگ موفق دوستم بدار بیتلز را جهانی کرد. در آن لحظات پل هم می‌زد و هم می‌نوشت. در سال ۱۹۶۲ با پیوستن رینگو استار به گروه، گروه تکمیل شد و هرگز تغییری در اعضای بیتلز پیش نیامد. از دیگر خدمات پل مک کارتنی به غیر از ملودی سرا بودن می‌توان به خواندن آهنگ‌های موفقی همچون دیروز، و من او را دوست دارم و هی جود اشاره کرد. در سال ۱۹۷۰ گروه به علت نا سازگاری‌های پل از هم پاشید.

## وینگز و بعد از آن
یکی از علت‌های فروپاشی بیتلز دوگانگی سبک خواسته پل مککارتنی و دیگر اعضا بود. همچنین شرکت ندادن زن پل مک کارتنی به نام لیندا ایستمن یکی دیگر از علل جدایی پل از بیتلز بود. بعد از بیتلز پل درصدد ایجاد یک گروه جدید با همراهی زنش تصمیم به ایجاد وینگز شد. گر چه وینگز موفقیت بیتلز را برای پل تکرار نکرد اما محبوبیت او بیشتر شد. دوران عضویت در وینگز از سال ۱۹۷۰ تا ۱۹۸۱ بود. در این گروه پل هم خواننده و هم ملودی سرا و رهبر گروه بود. بعد از سال ۱۹۸۱ و جدایی از وینگز پل فعالیت انفرادی خود را ادامه داد و تک‌آهنگ‌های زیادی نیز به اجرا پرداخت.

## آلبوم‌های بعد از وینگز
- تیراندازی جنگ (۱۹۸۲)
- لوله‌های صلح (۱۹۸۳)
- سلامم را به خیابان براد برسانید (۱۹۸۴)
- برای پخش فشار دهید (۱۹۸۶)
- چوبا ب سی سی سی پی (۱۹۸۸)
- گل‌های در خاک (۱۹۸۹)
- جدا از زمین (۱۹۹۳)
- پای آتش گرفته(۱۹۹۷)
- فرار کن شیطان فرار کن (۱۹۹۹)
- راندن باران (۲۰۰۱)
- هرج و مرج و آفریدن در حیاط خلوت (۲۰۰۵)
- حافظه تقریباً در است (۲۰۰۷)
- بوسیدن‌های پایین (۲۰۱۲)
- تازه (۲۰۱۳)
- ایستگاه مصر (۲۰۱۸)
- مک کارتنی ۳ (۲۰۲۰)

## گزیدهٔ نقش‌آفرینی‌ها
- شب‌زنده‌داری با بزن و بکوب (۱۹۶۴)
- کمک! (۱۹۶۵)
- زیردریایی زرد (۱۹۶۸)
- بگذار باشد (۱۹۷۰)
- سلامم را به برود استریت برسانید (۱۹۸۴)
- لایو اید (۱۹۸۵)
- داستان واقعی بادی هالی (۱۹۸۷)
- قانون دومیه (۱۹۹۲)
- سیمپسون‌ها (۱۹۹۵)
- لایو ۸ (۲۰۰۵)
- پخش زنده شنبه شب (۲۰۰۵)
- برونو (۲۰۰۹)
- دزدان دریایی کارائیب: مردگان حکایت نمی‌کنند (۲۰۱۷)
- ۳۰ راک (۲۰۱۲)
- بوجک هورسمن (۲۰۱۵)